# 赫罗尼姆斯·沃尔夫
赫罗尼姆斯·沃尔夫（德語：Hieronymus Wolf，1516年8月13日—1580年10月8日），德意志地區历史学家和人类学家，以研究拜占庭帝国史著称。1557年，他在其整理编纂的《历代拜占廷历史学家手稿》（Corpus Historiae Byzantinae）中，为了区分罗马时代以前的古典希腊文献，与中世纪东罗马帝国的希腊文献，首次引入“拜占廷帝国”（Imperium Byzantinum）一詞，用以称呼希腊化的东罗马帝国。